# Grigorij Gorbań
Grigorij Jakowlewicz Gorbań (ros. Григорий Яковлевич Горбань, ur. 1 kwietnia 1932 we wsi Szapowałowka, zm. 18 czerwca 2000 w Mariupolu) – radziecki metalurg, hutnik, dwukrotny Bohater Pracy Socjalistycznej (1971 i 1978).

## Życiorys
Po ukończeniu 1949 szkoły rzemieślniczej pracował w fabryce „Azowstal” im. S. Ordżonikidzego jako ślusarz, później służył w Marynarce Wojennej ZSRR, po zwolnieniu z wojska powrócił do pracy w fabryce. Od 1959 członek KPZR, w 1960 zaocznie ukończył technikum industrialne, od marca 1962 był hutnikiem pieca martenowskiego, w 1975 zaocznie ukończył Wyższą Szkołę Partyjną przy KC KPZR, w latach 1971–1986 członek KC KPZR, był również członkiem KC KPU. 30 marca 1982 otrzymał honorowe obywatelstwo Mariupola. Od 1992 na emeryturze.
Odznaczony dwoma Medalami Sierp i Młot Bohatera Pracy Socjalistycznej (30 marca 1971 i 25 stycznia 1978), trzema Orderami Lenina i medalami.